# Steinebach (Fischbach)
Der Steinebach (umgangssprachlich: Stuanabach) ist ein etwas über 4½ Kilometer langes Fließgewässer im Gebiet der Vorarlberger Stadtgemeinde Dornbirn im österreichischen Bundesland Vorarlberg. Er ist ein südlicher und linker Zufluss des Fischbachs.

## Name
Der Flussname Steinebach kommt in Vorarlberg nur in Dornbirn und in Bregenz vor. Der Flurname Steinebach  für das Bachtal wird erstmals 1347 genannt.

## Geographie

### Verlauf
Er entspringt am Westfuß des Lank nahe der Grenze zur Gemeinde Schwarzenberg im Flurstück „Zweiergrueb“; die Quelle (mit Kilometrierung auf Gewässerkilometer (GwKM) 9,68) liegt etwa in einer Höhe von 1185 m ü. A. und ist etwa 1 km vom Lank-Kreuz sowie 1,3 km von der Parzelle Schauner bzw. vom Losenpass entfernt. Etwa 100 m oberhalb der Quelle zieht ein sehr alter Verbindungsweg durch den westlichen Bregenzerwald von Dornbirn über Watzenegg, Schwende und das Bödele nach Schwarzenberg, der heute nurmehr als Wanderweg dient.
Der Steinebach fließt von der Quelle nach Westen, durchzieht dabei das nach ihm genannte Betriebsgebiet und Stadtquartier Steinebach, verlässt dann in einem Rechtsbogen nach Norden sein Bergtal und vereint sich daraufhin bei Romberg mit dem von Osten aus dem Eulental kommenden, kürzeren Eulenbach auf 457 m ü. A. zum Fischbach, der zunächst in Zuflussrichtung des Steinebachs weiterläuft und dann als Fußenauer Kanal in die Dornbirner Ach mündet. Die Gewässerkilometrierung des Zusammenflusses liegt bei GwKM 5,12, von der Mündung des Fußenauer Kanals an aufwärts gerechnet, für die des längeren Oberlaufs Steinebach wird diese bergwärts weitergezählt.
Der Steinebach ist fast auf seiner ganzen Länge durch künstliche Uferfassungen und ein künstliches Bachbett denaturiert. Seine Wasserführung schwankt stark zwischen sehr hoch nach rezenten Niederschlägen und kümmerlich nach längeren Trockenperioden.

### Zuflüsse
Tabelle der bedeutenderen Zuflüsse des Steinebachs, vom Ursprung bis zum Zusammenfluss mit dem Eulenbach.
| Name                       | Seite  | GwKM a | Länge | EZG b | Mündung | Mündung   | Quelle      | Quelle    | Bemerkung                       |
|                            |        | [m]    | [km]  | [km²] | Ort     | [m ü. A.] | Ort         | [m ü. A.] |                                 |
| -------------------------- | ------ | ------ | ----- | ----- | ------- | --------- | ----------- | --------- | ------------------------------- |
| (unbenannter Quellzufluss) | rechts | 8,550  |       |       |         |           |             |           |                                 |
| Hoferbach                  | links  | 8,240  |       |       |         |           |             |           |                                 |
| Badbach                    | rechts | 8,065  |       |       |         |           | Bad Kehlegg |           |                                 |
| Henkelbächle               | links  | 7,715  |       |       |         |           |             |           |                                 |
| Eisenharzgraben            | links  | 7,540  |       |       |         |           |             |           |                                 |
| Schwendebächle             | links  | 7,250  |       |       |         |           |             |           |                                 |
| Grafenbach                 | links  | 7,340  |       |       |         |           |             |           |                                 |
| Buchholzgraben             | links  | 6,790  |       |       |         |           |             |           |                                 |
| Moosbächle                 | links  | 6,360  |       |       |         |           |             |           |                                 |
| Eulenbach auch: Ulatalbach | rechts | 5,120  |       |       | Romberg | 457       |             |           | rechter Oberlauf des Fischbachs |

## Hochwasserschutz und Wildbachverbauungen
Bereits in den Ratsprotokollen des 18. Jahrhunderts der Gemeinde Dornbirn ist immer wieder von Zerstörungen durch das Wasser des Steinebachs zu lesen. Die Gefahr durch Hochwasser des Baches ist bis heute gegeben. In mehreren Großprojekten wird seit 2014 der Steinebach verbaut. Oberhalb der ehemaligen Fa. F. M. Hämmerle, Werk Steinebach, wurde eine Geschiebesperre mit Auffangbecken für 16.000 m3 im Jahr 2016 fertiggestellt. Das Anwandtobel und der Eisenharzgraben wurde 2015 verbaut.
Um bei einem Hochwasser zudem möglichst geringe Angriffsflächen zu bieten, wurden seit 2014 die künstliche Uferverbauungen/Uferbereiche des Steinebachs bis zur Einmündung in den Fischbach saniert.
Zur Entlastung des unterhalb des Steinebachs fließenden Fischbachs wurde ein 475 m langer Entlastungsstollen unterhalb des Zanzenbergs geplant und erkundet und wird seit dem Frühjahr 2018 gebaut, der Durchschlag erfolgte am 13. November 2018, durch welchen im Endausbau Überwasser in die Dornbirner Ache umgeleitet werden kann. Die Kosten belaufen sich etwa auf 6,4 Millionen Euro. Die Erkundungsbohrung begann im Februar 2016. Der Stollen wird etwa bei Gewässerkilometer (GwKm) 5,90 des Steinebachs beginnen und bei GwKm 15,91 der Dornbirner Ach einmünden (Achbrücke beim Bauhof, Gefälle etwa 89,4 ‰), wobei die letzten 200 m in offen Bauweise verlegt werden (Gefälle etwa 4,0 bis 11,1 ‰). Der Vortrieb erfolgt im Microtunneling-Verfahren, der Bohrkopf hat einen Durchmesser von 2,60 Meter und die Vortriebsrohre werden unter ständigem Druck nachgepresst. Aushubmaterial wird ausgespült und in einer Sortier- und Waschanlage für eine weitere Verwendung aufbereitet, wobei die Körnungsgröße der ausgebrochenen Steine etwa zwischen 1 und 10 cm liegt. Der Vortrieb erfolgt etwa 1,5 bis maximal 2,5 cm/Minute (etwa 4 bis 8 Meter pro Tag), der Bohrkopf führt dabei etwa 2 bis 8 Umdrehungen pro Minute durch. Geologisch liegt weitgehend Lockermaterial mit viel Mergeleinschluss vor.
Die 134 einzupressenden Rohre sind 3,5 Meter lang und 1,90 Meter dick bei einer Wandstärke von 30 cm (Außendurchmesser 2,50 Meter). Jedes Rohr wiegt etwa 18 Tonnen.
Das Projekt wird voraussichtlich 2019 fertig gestellt und 6,4 Millionen Euro kosten. Dabei sollen im Hochwasserfall bis zu 20 m³/s über ein Tiroler Wehr und den Entlastungsstollen abgeleitet werden.

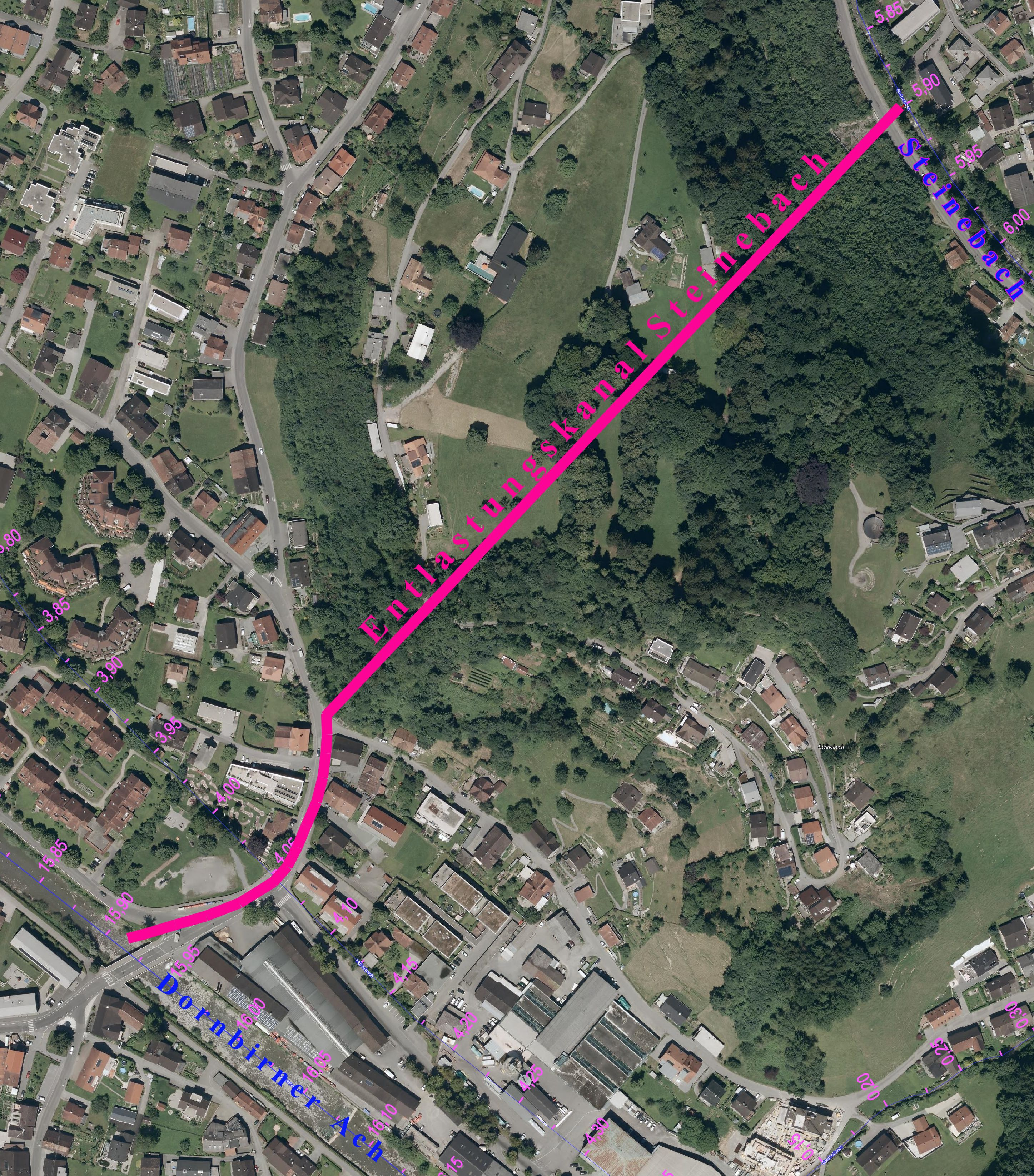
Ungefährer Verlauf des geplanten Entlastungskanals vom Steinebach in die Dornbirner Ach
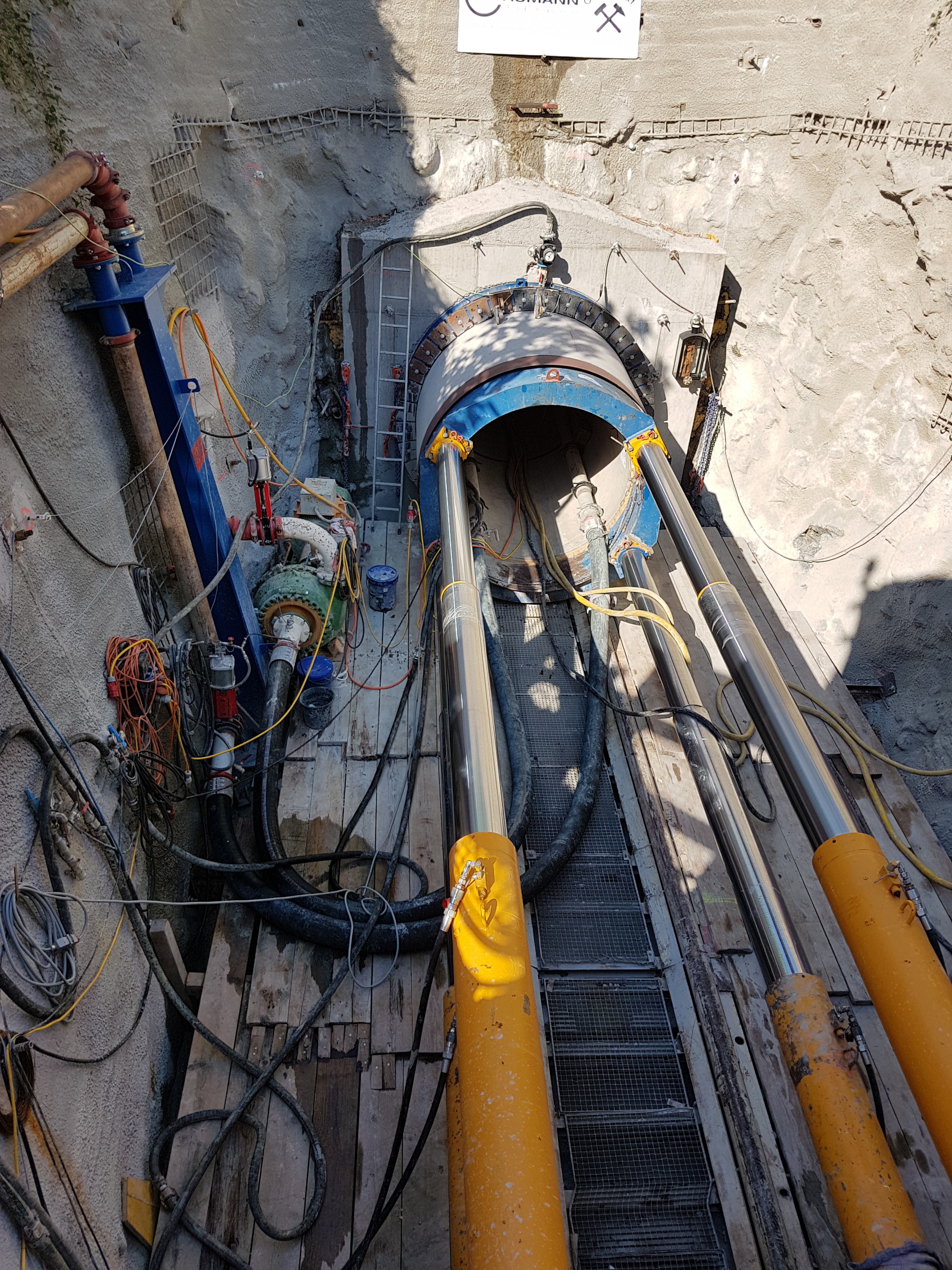
Die Bohr- und Pressgrube
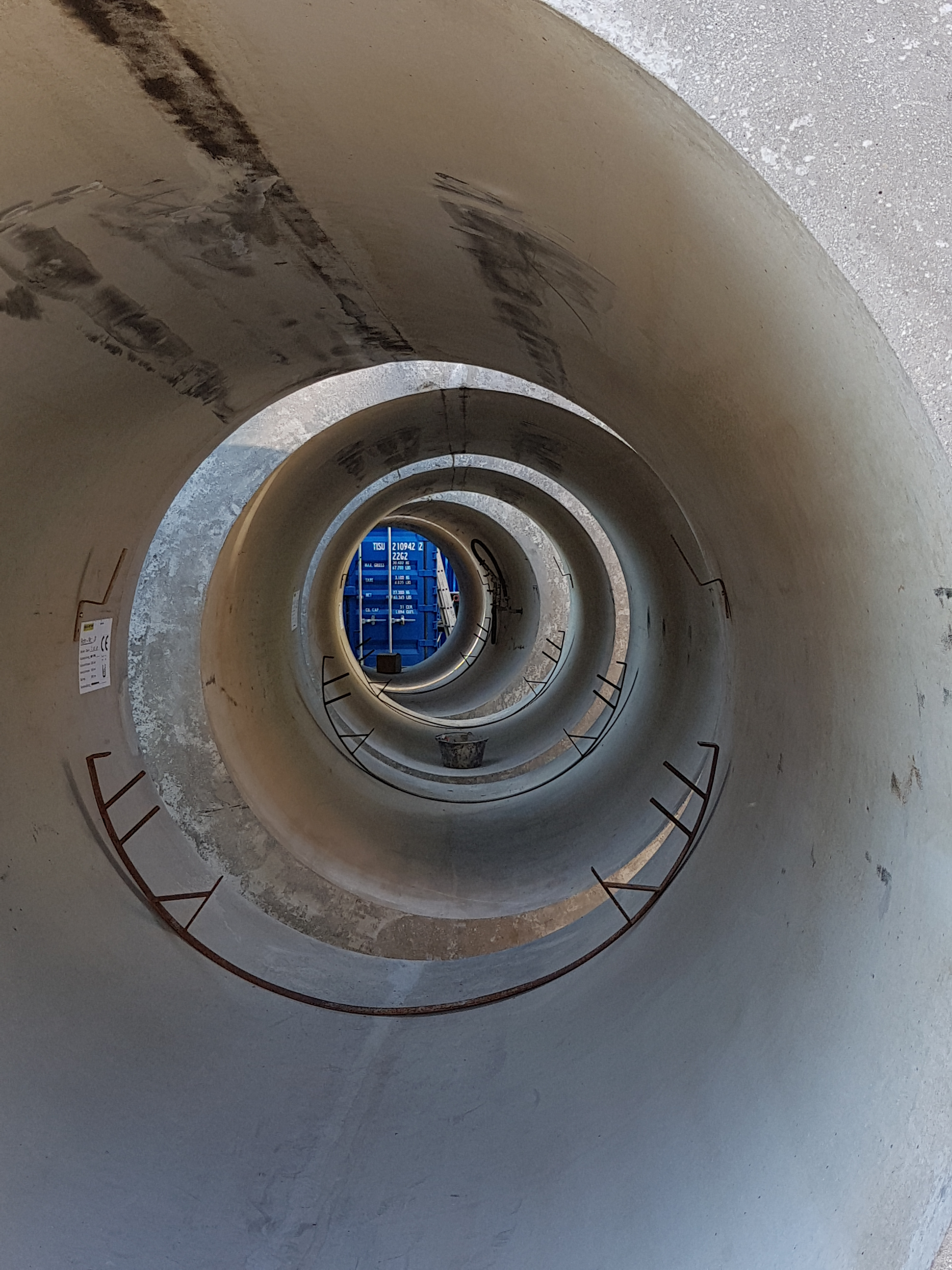
Gelagerte Rohre vor der Einpressung

## Wirtschaftliche Nutzung
Der Steinebach wurde bereits früher vielfach wirtschaftlich genutzt. 1595 wurde den Bewohnern von Watzenegg das Wasser für die erste Steinebacher Mühle abgekauft  und genutzt („Rochusse Mühle“, „Juniores Mühle“). Ein Teil des Wassers des Steinebachs wird noch heute für den Betrieb einer Hochdruckturbine im ehemaligen Werk Steinebach der Fa. F. M. Hämmerle genutzt.